# Linn Strømsborg
Linn Strømsborg, född 1 maj 1986, är en norsk författare. I Sverige ges hennes böcker ut på förlaget Lindqvist Publishing.